# Годен, Жан
Жан Франсуа Эме Готтлиб Филипп Годен (фр. Jean François Aimée Gottlieb Philippe Gaudin или фр. Jean Francois Aimé Philippe Gaudin, 1766 — 1833) — швейцарский ботаник, профессор ботаники и священник.

## Биография
Жан Франсуа Эме Готтлиб Филипп Годен родился в 1766 году.
Годен был автором монументальной Flora Helvetica в 7 томах, в которой он описал множество новых видов. Он также был профессором ботаники в Лозанне.
Жан Франсуа Эме Готтлиб Филипп Годен умер в 1833 году.

## Научная деятельность
Жан Франсуа Эме Готтлиб Филипп Годен специализировался на семенных растениях.

## Публикации
- Flora Helvetica, en 7 vols.

## Почести
Род растений Gaudinia был назван в его честь.